# Anthony Perkins
Anthony Perkins (n. 4 aprilie 1932, New York City, New York, SUA – d. 12 septembrie 1992, Hollywood, California, SUA) a fost un actor american de teatru, film și televiziune nominalizat la Premiile Oscar.
Perkins este cunoscut mai ales pentru rolul lui Norman Bates din filmul Psycho al lui Alfred Hitchcock, dar și pentru rolul lui Philip Van Der Besh din filmul Vă place Brahms?, unde a jucat alături de Ingrid Bergman și Yves Montand (regia Anatole Litvak), rol pentru care a primit la Cannes, în 1961, Premiul pentru cel mai bun actor.

## Biografie

### Actor de film și de teatru

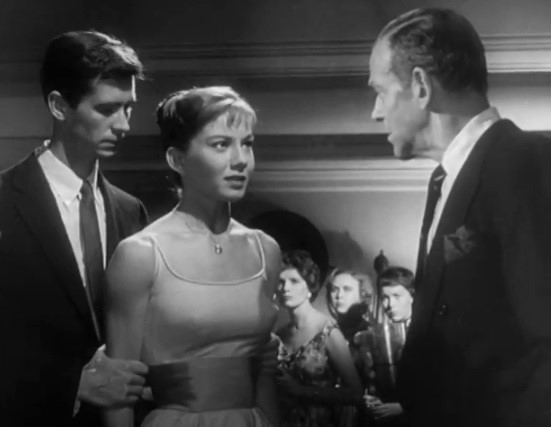
Anthony Perkins, Donna Anderson și Fred Astaire în filmul Ultimul țărm (1959)

Fiu al acorului Osgood Perkins. A studiat la Universitatea Columbia.
Perkins a avut primul rol filmic în comedia dramatică The Actress (Actrița, 1953). Filmul a avut parte de insucces comercial, iar Perkins a trecut neobservat.
În schimb, a devenit destul de vizibil, după doar un an, în 1954, după ce l-a înlocuit pe cunoscutul (atunci) pe Broadway actorul, și mai târziu avocatul, John Kerr în rolul principal al piesei în trei acte Tea and Sympathy (Ceai și simpatie, piesă de Robert Anderson, publicată în 1953).
Pentru acel rol, Perkins a fost recompensat cu premiul teatral new-yorkez Theatre World Award și a intrat, din nou, „în grațiile” celor de la Hollywood.

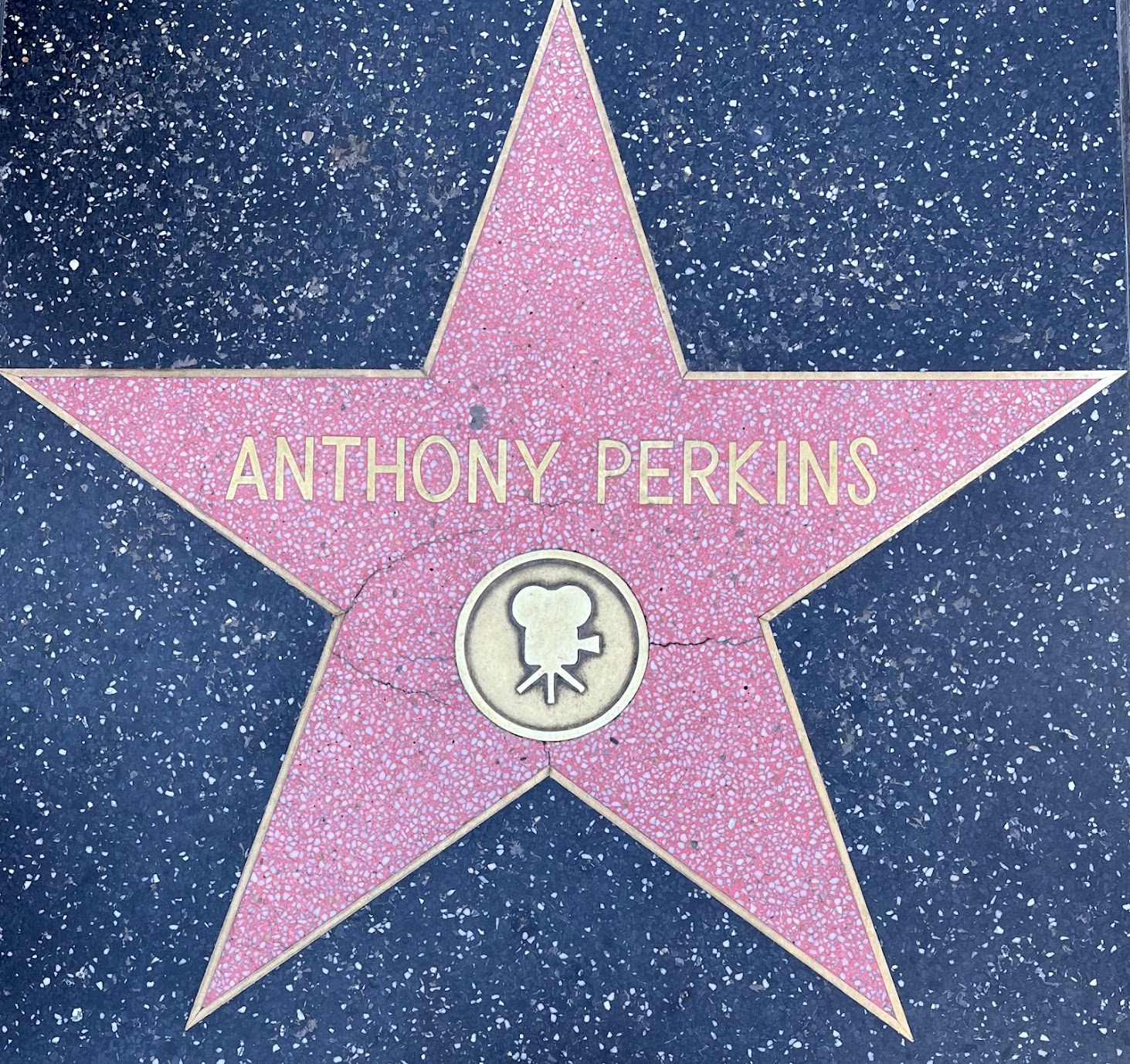
Steaua lui Perkins pe Walk of Fame de pe Hollywood Blvd.

### Muzician
Perkins a fost, de asemenea, muzician și cântăreț, având trei albume și mai multe discuri single, toate realizate în maniera „muzicii pop clasice” în anii 1957 și 1958. Acestea au fost rezultatul colaborării sale cu casele de discuri Epic și RCA Victor, sub numele artistic de Tony Perkins.
Single-ul Moon-Light Swim a avut un succes mediu în Statele Unite, atingând un loc maxim, al 24-lea, pe lista Billboard Hot 100, în topul din 1957 al cunoscutei publicații muzicale omonime.
În comedia muzicală din 1958 The Matchmaker, reintrat printre actorii hollywood-ieni, avându-le ca partenere muzicale pe Shirley Booth și Shirley MacLaine, Perkins a demonstrat talentul său muzical multiplu.

## Filmografie
| - 1953 The Actress - 1956 Friendly Persuasion - 1957 Fear Strikes Out - 1957 The Lonely Man - 1957 Steaua de tinichea (The Tin Star), regia Anthony Mann - 1958 Patima de sub ulmi (Desire Under the Elms), regia Delbert Mann - 1958 This Angry Age - 1958 The Matchmaker - 1959 Green Mansions - 1959 Ultimul țărm (On the Beach), regia Stanley Kramer - 1960 Tall Story, regia Joshua Logan - 1960 Psycho, regia Alfred Hitchcock - 1961 Vă place Brahms? (Goodbye Again), regia Anatole Litvak - 1962 Phaedra, regia Jules Dassin - 1962 Five Miles to Midnight - 1962 Procesul (The Trial), regia Orson Welles - 1963 The Sword and the Balance - 1964 Agent 38-24-36 - 1965 The Fool Killer - 1966 Arde Parisul? (Is Paris Burning?), regia René Clément - 1966 Evening Primrose - 1967 The Champagne Murders - 1968 Pretty Poison - 1970 Catch-22 - 1970 WUSA - 1970 How Awful About Allan - 1971 Ten Days' Wonder - 1971 Someone Behind the Door - 1972 Play It As It Lays | - 1972 The Life and Times of Judge Roy Bean - 1974 Lovin' Molly - 1974 Crima din Orient Express (Murder on the Orient Express), regia Sidney Lumet - 1975 Mahogany - 1978 Remember My Name - 1978 First, You Cry - 1978 Les Misérables - 1979 Winter Kills - 1979 Twice a Woman - 1979 Gaura neagră (The Black Hole), regia Gary Nelson - 1980 Double Negative - 1980 North Sea Hijack - 1982 For the Term of His Natural Life - 1983 The Sins of Dorian Gray - 1983 Psycho II, regia Richard Franklin - 1984 The Glory Boys - 1984 Crimes of Passion - 1986 Psycho III, regia Anthony Perkins - 1987 Napoleon and Josephine: A Love Story - 1988 Destroyer - 1989 Edge of Sanity - 1990 Chillers - 1990 Daughter of Darkness - 1990 I'm Dangerous Tonight - 1990 Ghost Writer - 1990 Psycho IV: The Beginning - 1991 The Man Next Door - 1992 The Naked Target - 1992 In the Deep Woods |